# ヒキツイッター
『ヒキツイッター』は、日涌祐による日本の漫画。『ガッツポン』（小池書院）にて、2011年10月8日の創刊号からVol.5（2012年8月発売、以後休刊）まで連載された。

## 概要
引きこもり更正支援会社「ハートフルコンパニオン」の社員「松田」が非常識な引きこもり達に翻弄されるさまを描く。作中に登場する引きこもり達にはモデルはおらず、全て想像によって描かれている。
掲載誌の中では比較的執筆ペースが早く、創刊号の同時2話掲載や82ページ書き下ろしの結果、連載開始から半年で単行本第1巻が刊行された。

## 登場人物
松田ココモ
ハートフルコンパニオン女子営業員。やる気なく常に憂い顔で、思考も後ろ向き。引きこもりたちには成すすべなく翻弄されるが、何故か毎回事件を解決してしまう。
ハートフルコンパニオン
引きこもりを支援する有限会社。しかし社員に心理学やカウンセリングの専門家は一人もおらず、先輩社員の島田をはじめ皆やる気が無く諦観している。課長は営業成績の良い松田に期待しているが、結果的に松田の負担を増やすばかり。
ガッツポン終了後のウェブ連載で、松田以外の解決率を78％も粉飾していた完全な詐欺会社であることが明らかになる。
引きこもり
様々な理由で世間に出ようとしない若者たち。全員が異常な気質を持ち、非常識な言動で松田を翻弄する。大抵の場合、家族もまた心の歪みを抱えている。

## 単行本
1. 第1巻（2012年4月28日発売） ISBN 978-4862258298